# Superpolda
Superpolda (v italském originále Poliziotto superpiú) je italsko-americká filmová komedie z roku 1981. Režisérem filmu je Sergio Corbucci. Hlavní role ve filmu ztvárnili Terence Hill, Ernest Borgnine, Joanne Dru, Marc Lawrence a Julie Gordon.

## Obsazení
| Terence Hill       | Dave Speed     |
| Ernest Borgnine    | Willy Dunlop   |
| Joanne Dru         | Rosy Labouche  |
| Marc Lawrence      | Torpedo        |
| Julie Gordon       | Evelyn         |
| Lee Sandman        | McEnroy        |
| Salvatore Borghese | Paradise Alley |
| Woody Woodbury     | major NASA     |